# Adrias (L67)
Le HHelMS Adrias (pennant number L67) est un destroyer d'escorte de classe Hunt de type III construit initialement pour la Royal Navy, mais mis en service pour la Marine de guerre hellénique pendant la Seconde Guerre mondiale
Le Adrias (grec : ΒΠ Αδρίαςς) a été construit à l'origine pour la Royal Navy britannique sous le nom de HMS Border, mais qui n'a jamais été mis en service. Avant son achèvement, il est transféré à la Marine de guerre hellénique et mis en service le 5 août 1942 sous le nom de HHelMS Adrias afin de soulager les lourdes pertes de navires subies par la Marine de guerre hellénique lors de l'invasion allemande de 1941

## Construction
Le Border est commandé le 28 juillet 1940 dans le cadre du programme d'urgence de la guerre de 1940 pour le chantier naval de Swan Hunter and Wigham Richardson Ltd. de Wallsend-on-Tyne en Angleterre sous le numéro J4287. La pose de la quille est effectuée le 1er mai 1941, le Border est lancé le 3 février 1942. Il est transféré à la Marine royale Hellénique le 24 juillet 1942 et mis en service le 5 août 1942 sous le nom de HHelMS Adrias.
Les navires de classe Hunt sont censés répondre au besoin de la Royal Navy d'avoir un grand nombre de petits navires de type destroyer capables à la fois d'escorter des convois et d'opérer avec la flotte. Les Hunt de type III se distinguent des navires précédents type I et II par l'ajout de 2 tubes lance-torpilles au milieu du navire. Pour compenser le poids des tubes lance-torpilles, seuls 2 supports de canons jumeaux de 4 pouces ont été installés, le canon en position "Y" a été retiré, le projecteur étant déplacé vers le pont arrière de l'abri en conséquence. Les Hunt de type III pouvaient être facilement identifiés car ils avaient une cheminée droite avec un sommet incliné et le mât n'avait pas de râteau. Quatorze d'entre eux ont vu leurs ailerons stabilisateurs retirés (ou non installés en premier lieu) et l'espace utilisé pour le mazout supplémentaire.
Le Hunt type III (comme le type II) mesure 80,54 m de longueur entre perpendiculaires et 85,34 m de longueur hors-tout. Le Maître-bau du navire mesure 9,60 m et le tirant d'eau est de 3,51 m. Le déplacement est de 1070 t standard et de 1510 t à pleine charge.
Deux chaudières Admiralty produisant de la vapeur à 2100 kPa et à 327 °C alimentent des turbines à vapeur à engrenages simples Parsons qui entraînent deux arbres d'hélices, générant 19 000 chevaux (14 000 kW) à 380 tr/min. Cela donné une vitesse de 27 nœuds (50 km/h) au navire. 281 t de carburant sont transportés, ce qui donne un rayon d'action nominale de 2 560 milles marins (4 740 km) (bien qu'en service, son rayon d'action tombe à 1 550 milles marins (2 870 km)).
L'armement principal du navire est de quatre canons de 4 pouces QF Mk XVI (102 mm) à double usage (anti-navire et anti-aérien) sur trois supports doubles, avec un support avant et deux arrière. Un armement antiaérien rapproché supplémentaire est fourni par une monture avec des canons quadruple de 2 livres "pom-pom" MK.VII et trois  canons Oerlikon de 20 mm Mk. III montés dans les ailes du pont,. Jusqu'à 110 charges de profondeur pouvaient être transportées , avec deux goulottes de charge en profondeur et  quatre lanceurs de charge en profondeur constituent l'armement anti-sous-marin du navire. Le radar de type 291 et de type 285 sont installés, de même qu'une sonar de type 128,. Le navire avait un effectif de 168 officiers et hommes,.

## Histoire

### Seconde guerre mondiale

#### 1942-1943
Immédiatement après avoir terminé sa formation le 26 août 1942, alors qu'il voyageait par gros temps brumeux et avec un seul moteur tribord, le Adrias s'échoue près de Scapa Flow, et il faut quatre mois pour les réparations. À la fin de janvier 1943, il navigue en Méditerranée pour fonctionner comme escorte de convois.
Sur le chemin de l'océan Atlantique le 27 janvier 1943, à 670 kilomètres au nord-ouest du cap Finisterre, en Espagne, le Adrias aurait coulé des sous-marins allemands: le U-Boot U-553 ; cet exploit n'est confirmé par les Allemands qu'après la guerre et lors d'une opération similaire le 13 février, il aurait pu couler ou endommager gravement le sous-marin allemand U-623, le sous-marin a annoncé son dernier commandement le 9 février avant de disparaître.
Après avoir voyagé autour du Cap de Bonne-Espérance et traversé l'océan Indien, Aden, la mer Rouge et le canal de Suez, le Adrias rejoint la 22e Division de destroyers de la Mediterranean Fleet (Flotte Méditerranéenne) à Alexandrie, en Égypte en mars, et est affecté à des opérations d'escorte, de patrouille et de soutien au sol en Afrique du Nord. Le Adrias et son escadron sont envoyés à Alger en avril et participent en mai à l'opération Retribution pour bloquer le cap Bon, en Tunisie, empêchant le retrait des puissances de l'Axe d'Afrique du Nord,,.
Le Adrias rejoint ensuite la flotte, y compris les destroyers grecs Kanaris (L53) et Miaoulis (L91), pour rejoindre l'opération Husky, le débarquement allié en Sicile, en Italie. Le 20 juillet, il coordonne avec le destroyer britannique Quantock (L58) contre trois torpilleurs allemands Schnellboote dans une bataille de nuit, et coule deux navires ennemis. Le 20 septembre, après que l'Italie a conclu un accord de cessez-le-feu avec les Alliés, le Adrias représente les forces grecques dans les quatre navires de guerre alliés recevant la reddition d'une partie de la marine royale italienne à l'extérieur du  port de Tarente et les escorte à Malte.
En octobre, le Adrias participe à la campagne du Dodécanèse, une opération visant à empêcher les troupes allemandes de reprendre les îles du Dodécanèse, qui avaient été occupées par les forces italiennes auparavant. Le 21 octobre, le Adrias et les destroyers Jervis (F00), Pathfinder (G10) et Hurworth (L28) sont envoyés pour livrer des fournitures à l'île de Leros, puis se réfugient pendant la nuit dans la baie de Kos avant de continuer avec eux. Le Hurworth fouillent des barges ennemies dans les ports de Lathi et Arki sans résultat,,.
Le matin du 22 octobre, tout en étant accompagné du Hurworth et en continuant à sonder au sud de Leros, le Adrias se dirige vers un champ de mines récemment dispersé à l'est de l'île de Kalymnos. Il est touché par une mine marine, qui arrache l'avant de la tourelle du navire. Bien que la propulsion du navire n'a pas été endommagée, l'équipement de navigation et de nombreux autres composants ne peuvent plus fonctionner, rendant le navire pratiquement impuissant. Cette explosion fait 21 victimes et 30 autres blessés dans l'équipage. Alors qu'il s'approche pour aider le Adrias, le Hurworth heurte lui aussi une mine et coule après seulement 15 minutes, causant la mort de 143 membres d'équipage. Malgré ses propres dégâts, le Adrias sauve des survivants du navire, y compris le capitaine du Hurworth, et tente de se rapprocher de la côte de Gümüşlük près du port de Bodrum en territoire turc,.
Après des réparations temporaires et malgré la perte de sa proue, le Adrias part le 1er décembre pour retourner Alexandrie. Il doit couvrir la majeure partie de la distance de 730 milles marins (1350 kilomètres) la nuit, jusqu'à 300 milles marins (560 kilomètres) où il est menacé car il se trouve à portée des bombardiers en piqué allemands Junkers Ju 88 basé en Grèce. Il atteint Alexandrie le 6 décembre, où il est chaleureusement accueilli par d'autres navires britanniques et alliés dans le port. Cependant, il n'est pas complètement réparé et est abandonné à Alexandrie.

#### 1944 - 1945

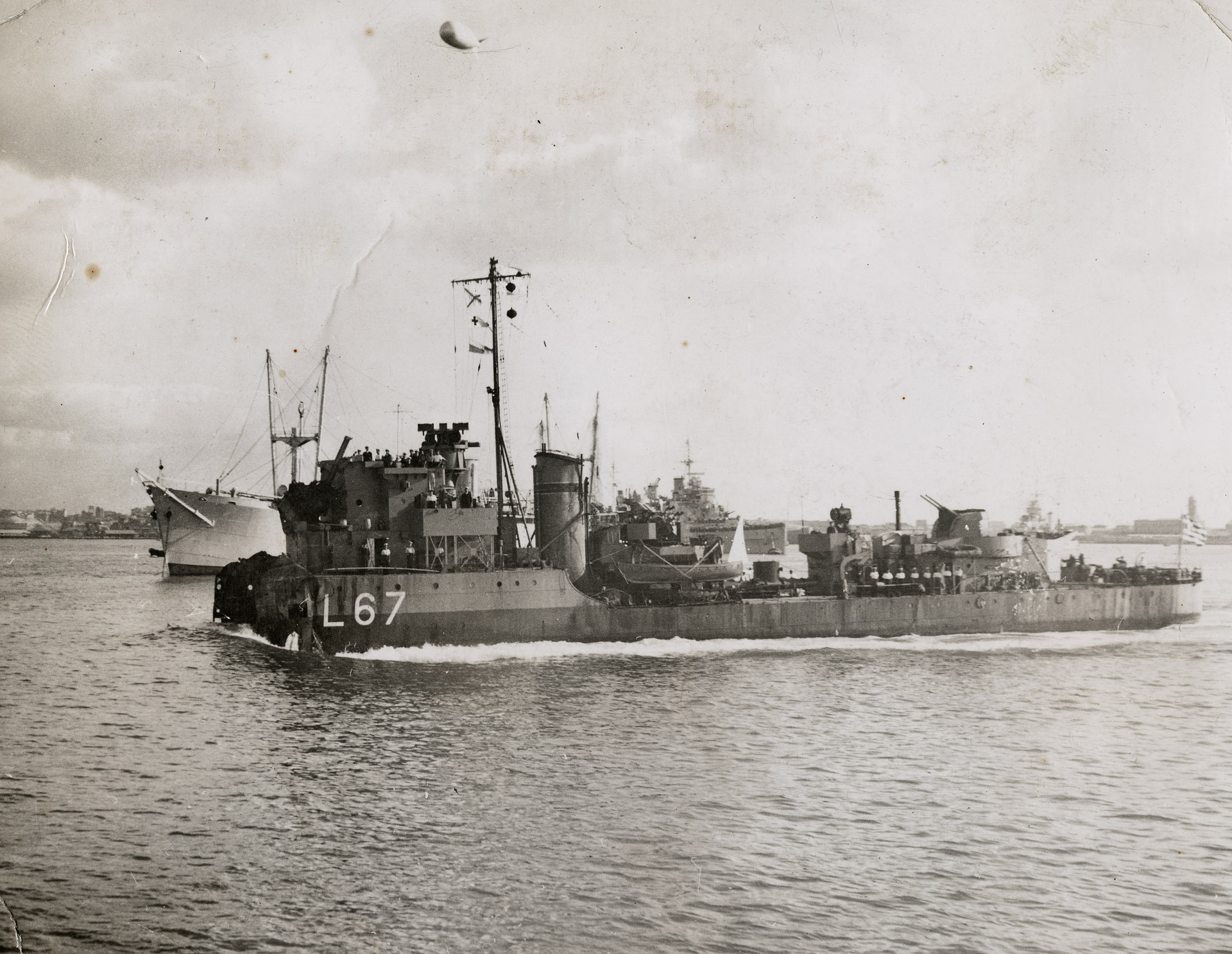
Le Adrias a perdu sa proue et se dirige vers le port d'Alexandrie, le 6 décembre 1943

Le Adrias reste vacant à Alexandrie jusqu'à la libération de la Grèce. Sa proue est réparée temporairement, il retourne en Angleterre en décembre 1944, et est abandonné à Newcastle, considéré comme une perte totale.
Revenant à son nom initial, HMS Border, le navire est inscrit sur la liste des démolitions le 10 octobre 1945 et vendu au chantier  MM. King & Co à Gateshead. Le navire commence à être démantelé le 20 novembre de la même année.